# Politický systém Vatikánu

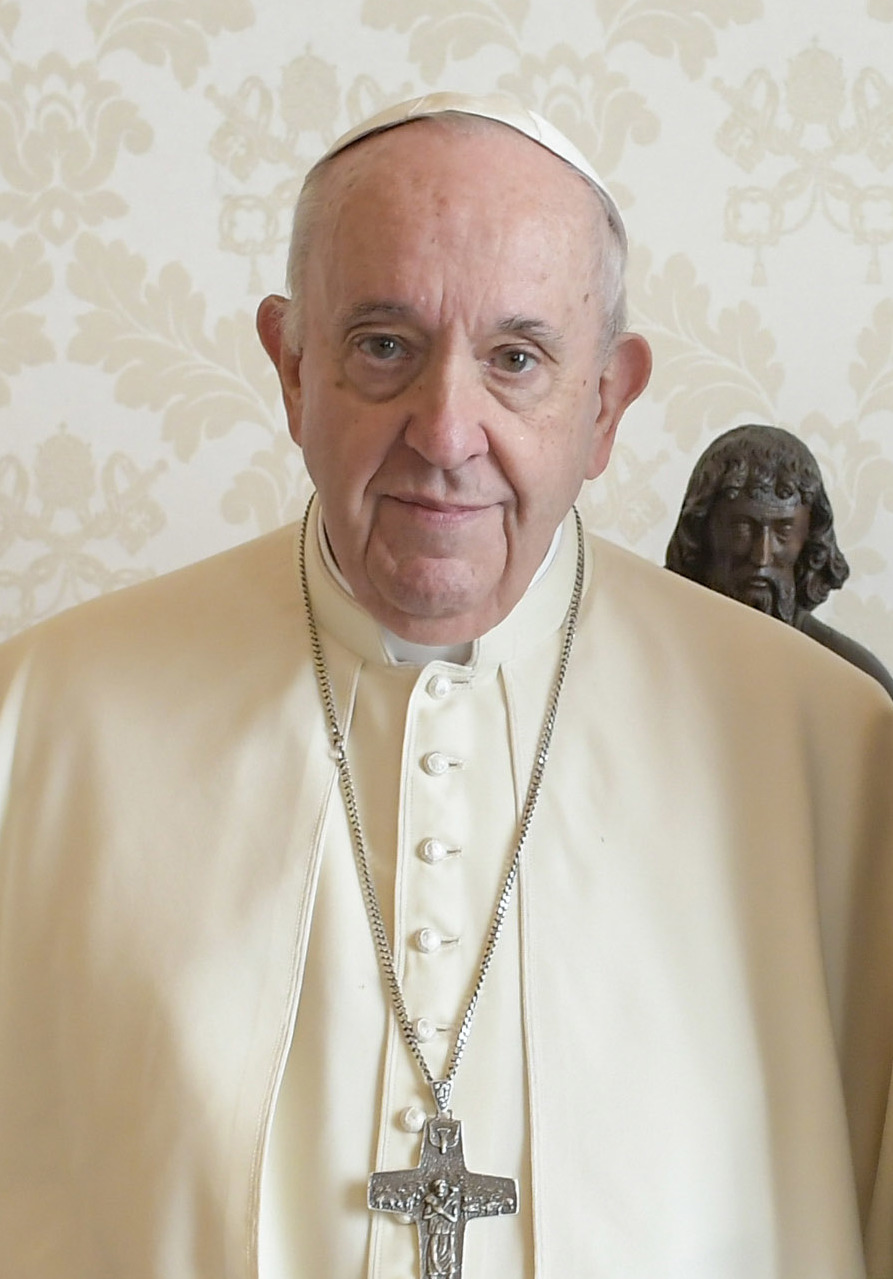
Papež František

Vatikán je volenou monarchií a zároveň jedinou absolutní monarchií v Evropě. Civilní správa státu Vatikán je silně provázaná se správou Svatého stolce.

## Výkonná moc

### Papež
Hlavou státu (a zároveň hlavou římskokatolické církve) je papež, kterého doživotně volí shromáždění oprávněných kardinálů – konkláve. Nelze jej odvolat, může jedině sám abdikovat. Má absolutní zákonodárnou, výkonnou i soudní moc. Jmenuje a odvolává zástupce všech státních úřadů a institucí.
V případě uprázdněného papežského stolce po smrti papeže (sedisvakance) přechází moc na kolegium kardinálů a formální hlavou státu se až do doby zvolení nového papeže stává kardinál komoří (camerlengo).
Ke konkláve se kardinálové tradičně schází v Sixtinské kapli, a to 15 - 20 dnů po smrti papeže. Volba je tajná a neveřejná, přičemž ke zvolení konkrétní osoby je potřeba dosáhnout shody dvou třetin hlasů. Věřící mohou průběh sledovat pouze prostřednictvím dýmu, který odchází komínem při pálení spočítaných volebních lístků. V případě neúspěšné volby je dým pomocí přísad zbarvován černě, v případě úspěšné volby je dým bílý.

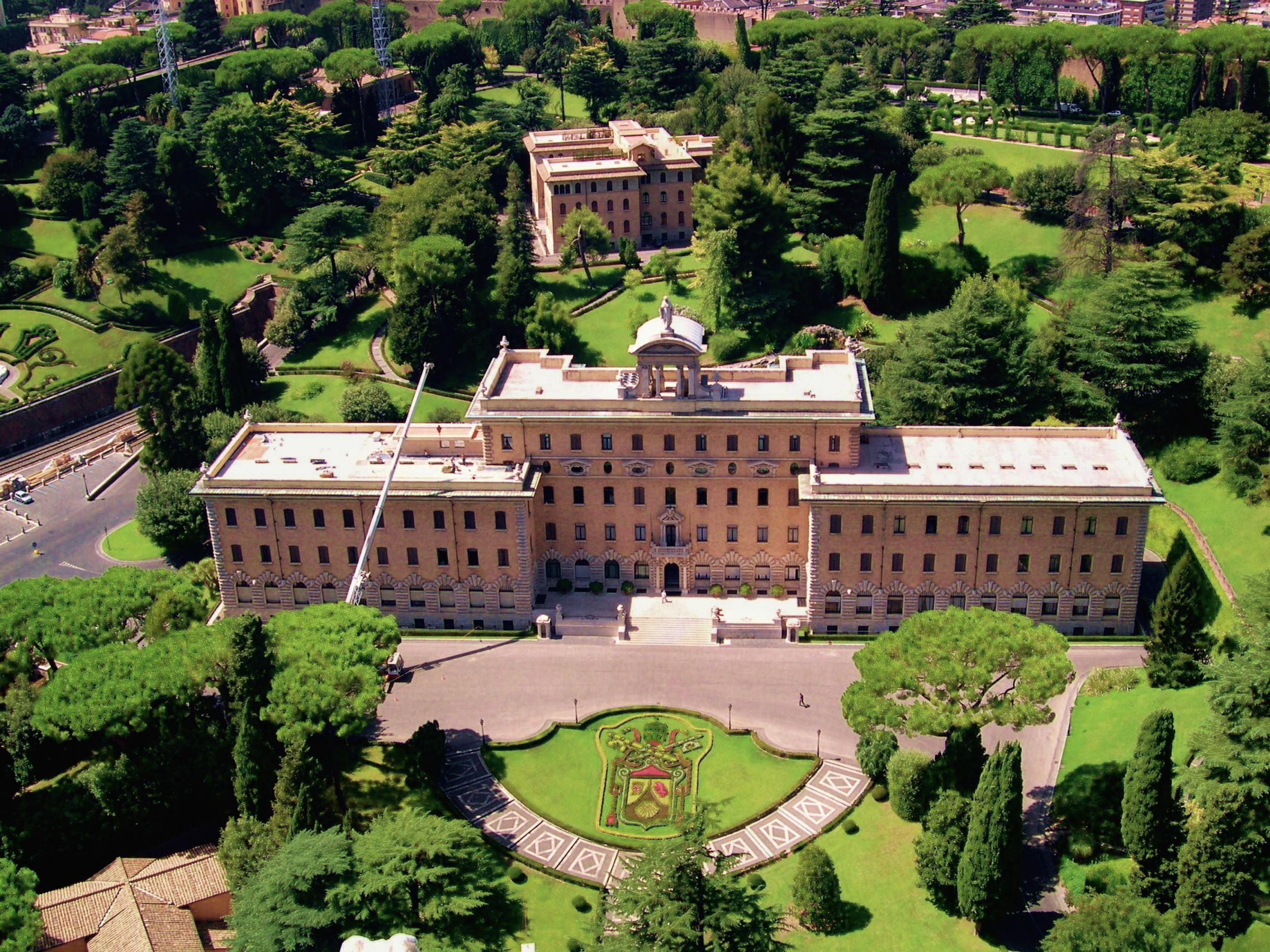
Vládní palác ve Vatikánu

### Vláda
Výkonnou moc deleguje papež na Governatorát Městského státu Vatikán (italsky Governatorato dello Stato della Città del Vaticano). V čele úřadu stojí prezident Papežské komise pro Městský stát Vatikán, který má v této funkci titul prezident governatorátu a lze jej považovat za předsedu vlády Vatikánu. Jeho bezprostředními spolupracovníky jsou generální sekretář a generální podsekretář. Všechny tři členy vlády i představitele jim podřízených úřadů jmenuje papež vždy na pětileté období. Governatorát sídlí ve vládním paláci ve Vatikánských zahradách.

## Zákonodárná moc
Zákonodárnou moc papež realizuje prostřednictvím Papežské komise pro Městský stát Vatikán (italsky Pontificia Commissione per lo Stato della Città del Vaticano), kterou tvoří 7 kardinálů, volených papežem na 5 let. Od roku 2001 je předseda papežské komise zároveň předsedou vlády, kterou představuje Governatorát Městského státu Vatikán a má tedy výkonnou moc. Stejně jako Governatorát, i Papežská komise pro Městský stát Vatikán sídlí ve vládním paláci ve Vatikánských zahradách.

## Soudní moc
Představitelem soudní moci ve Vatikánu je rovněž papež, který tuto moc vykonává prostřednictvím pověřených soudů. Pravomoc udělovat amnestii, milost nebo zmírňovat trest je vyhrazena papeži.
V minulosti se soudnictví Vatikánu opíralo zejména o kanonické právo. Zákony z let 1987 a 2008 posílily institucionální oddělení kanonického práva papežské kurie a právních norem Vatikánu. Přesto Benedikt XVI. v roce 2008 vydal směrnici, podle níž jsou pro výklad a aplikaci zákonů Vatikánského městského státu zásadní právě principy kanonického práva.
Vatikánský soudní systém naposledy reformoval papež František několika kroky v letech 2020 – 2023. Cílem změn byla větší nezávislost justice, zjednodušení a zvýšená efektivita celého systému i dodržování mezinárodních závazků. I nadále je však zdůrazňována nadřazenost kanonického práva vůči vatikánskému občanskému právnímu systému.

Základem právního systému je Základní zákon státu Vatikán, vyhlášený poprvé při vzniku Vatikánu v roce 1929 a naposledy změněný papežem Františkem dne 13. května 2023. Do roku 2008 Vatikán automaticky přijímal italské zákony, pokud nebyly v rozporu s kanonickým právem.

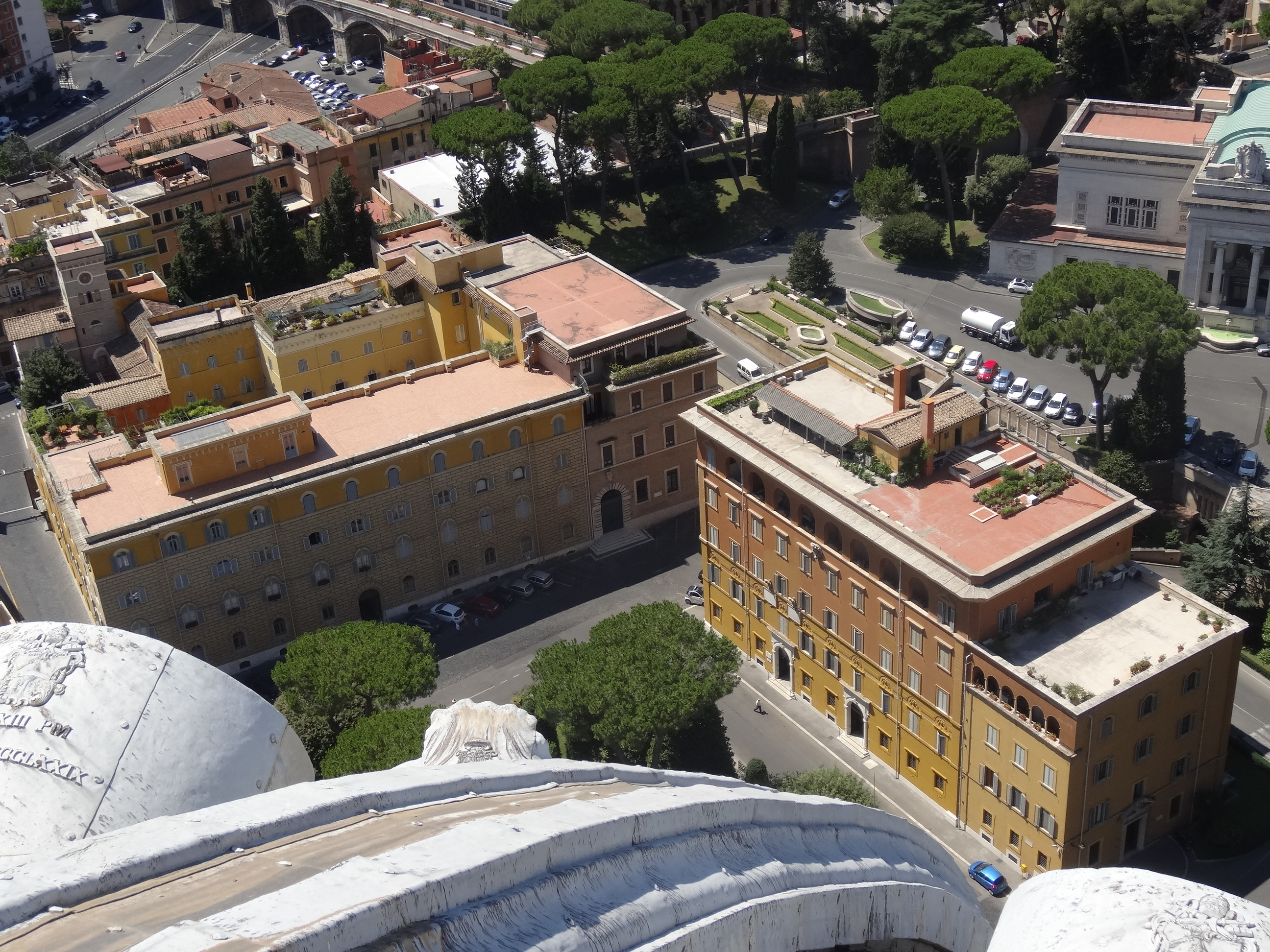
Palazzo del Tribunale (vpravo) na náměstí svaté Marty

### Soudní systém
Výkon soudní moci zajišťuje ve jménu papeže soud Vatikánského městského státu, členěný do tří úrovní – soud první instance, odvolací a nejvyšší soud. Všechny sídlí v Palazzo del Tribunale na náměstí svaté Marty, jižně od baziliky svatého Petra. 

#### Vatikánský městský soud
Vatikánský městský soud (italsky Tribunale dello Stato della Città del Vaticano) vznikl po reformě soudnictví v roce 1987 jako soud první instance. Skládá se z předsedy a dalších čtyř řádných soudců, jmenovaných papežem na dobu maximálně tří let. Soudci jsou vybírání z řad laických právníků do věku 75 let, nesmí se však jednat o zaměstnance Svatého stolce nebo Governatorátu Městského státu Vatikán. Alespoň jeden ze soudců musí být odborníkem na kanonické a církevní právo. Méně závažné případy může rozhodovat samosoudce.

#### Odvolací soud
Odvolací soud (italsky Corte d'appello dello Stato della Città del Vaticano) se skládá z předsedy a nejméně tří řádných soudců, jmenovaných papežem na pětileté funkční období. Mezi soudci jsou zastoupeni duchovní i laici, maximálně do 75 let věku.

#### Nejvyšší soud
Nejvyšší soud (italsky Corte di cassazione dello Stato della Città del Vaticano) je soud poslední instance. Předsedá mu (kardinál) prefekt Nejvyššího tribunálu Apoštolské signatury, dalšími členy jsou dva kardinálové (rovněž zástupci Nejvyššího tribunálu) a dva nebo více laických soudců, jmenovaných předsedou na tříleté období, maximálně do 80 let věku. O případech obvykle rozhodují kardinálové, pouze ve složitějších případech jsou přizváni laičtí soudci.
Podle novely z 30. května 2021 nejvyšší soud jako jediný může v trestních věcech soudit (s předchozím souhlasem papeže) i vysoce postavené kardinály a biskupy.

### Úřad promotora spravedlnosti
Nejvýznamnější soudní funkcí je od roku 2020 prokurátor, zvaný promotor spravedlnosti (italsky Promotore di Giustizia). Je jmenovaný papežem na dobu pěti let a pracuje nezávisle na vatikánském soudu. Promotor spravedlnosti má k dispozici justiční stráž (italsky Polizia giudiziaria), která je samostatnou sekcí vatikánských četníků.

## Mezinárodní vztahy
Mezinárodní politika Vatikánu podléhá mezinárodní politice Svatého stolce. Vatikán proto nemá přímé diplomatické styky s jinými státy, nepřijímá ani nevysílá diplomatické zástupce a zahraniční vztahy řídí Svatý stolec (vzhledem k velikosti Vatikánu se všechna velvyslanectví nacházejí mimo území státu, obvykle v Římě). Rovněž exteritoriální území Vatikánu spravuje Svatý stolec.
Vztahy s Itálií upravují Lateránské smlouvy z roku 1929.
Vatikán není členem Evropské unie ani NATO. Není ani členem OSN, má zde však statut stálého pozorovatele. Stálým pozorovatelem je Vatikán rovněž v Organizaci pro výživu a zemědělství (FAO) a v UNESCO.
 

Vatikán naopak je členem Mezinárodní agentury pro atomovou energii (MAAE) a Světové obchodní organizace (WTO).

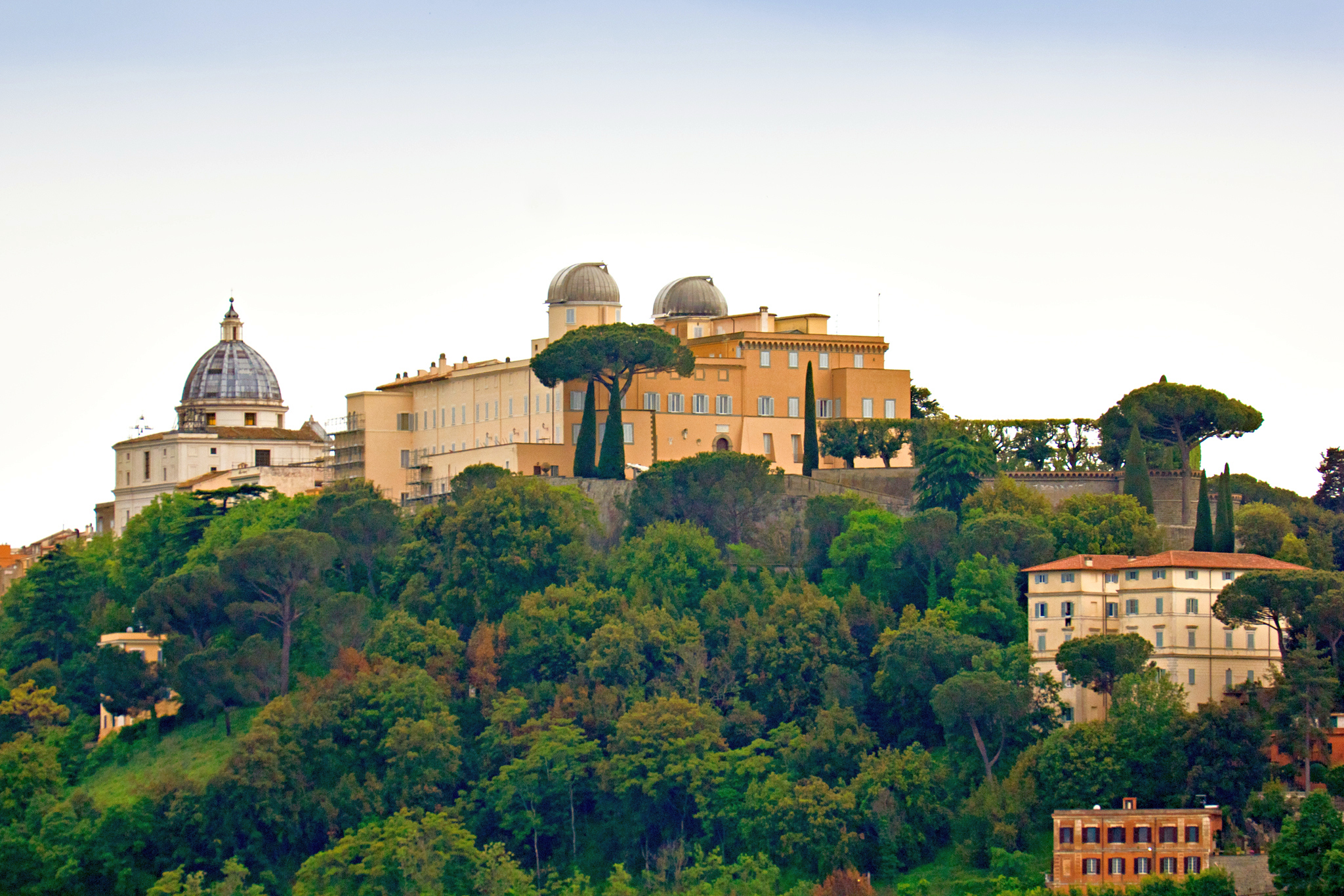
Papežský palác v Castel Gandolfo patří mezi exteritoriální území Vaitkánu

## Územní členění
Vzhledem k velikosti státu neexistuje žádné administrativní členění, Vatikán však vně svých hranic spravuje v Římě a okolí početná exteritoriální území se zvláštním právním postavením, nepodléhající italské legislativě. Patří mezi ně papežské baziliky sv. Jana v Lateránu a sv. Pavla za hradbami, bazilika svatého Vavřince za hradbami, bazilika Panny Marie Sněžné i papežské letní sídlo v Castel Gandolfo.